# George Howard (baron Howard de Henderskelfe)
Pour les articles homonymes, voir George Howard.
George Anthony Geoffrey Howard, baron Howard de Henderskelfe, (22 mai 1920 - 27 novembre 1984) est un homme politique, militaire et homme de médias britannique.

## Biographie
Howard est un fils cadet de Geoffrey Howard et Ethel Christian Methuen, et petit-fils de George Howard (9e comte de Carlisle) et de Paul Sanford Methuen. Il fait ses études au Collège d'Eton et à Balliol College, Oxford et combat pendant la Seconde Guerre mondiale avec les Green Howards et est blessé en Birmanie. En 1952, Howard est nommé juge de paix du Yorkshire.
Il est président du conseil des gouverneurs de la BBC de 1980 à 1983 après avoir été gouverneur pendant huit ans. Il est nommé pair à vie le 1er juillet 1983 avec le titre de baron Howard de Henderskelfe, de Henderskelfe dans le comté de Yorkshire du Nord.
Howard épouse Cecilia Blanche Genevieve FitzRoy (née le 13 mai 1922, décédée en 1974), fille d'Alfred FitzRoy (8e duc de Grafton), le 11 mai 1949. Ils ont quatre fils :
- Henry Francis Geoffrey Howard (né le 17 mars 1950, décédé le 17 avril 2008) célibataire.
- Nicholas Paul Geoffrey Howard (né le 25 avril 1952), épouse en 1983 Amanda Nimmo, fille de l'acteur Derek Nimmo. Divorcé en 1990 et remarié en 1992 avec Victoria Barnsley. Les deux mariages ont des enfants, respectivement un garçon et une fille.
- Simon Bartholomew Geoffrey Howard (né le 26 janvier 1956), marié en 1983, divorcé en 2000 avec Annette Smallwood. Remarié en 2001 à Rebecca Sieff. Les jumeaux Octavia et Merlin, sont nés en 2002.
- Anthony Michael Geoffrey Howard (né le 18 mai 1958) marié avec Linda McGrady en 1985. Deux filles sont nées de ce mariage avant de divorcer en 1997. Marié ensuite à Deborah Ayrton-Grime en 2002.

Howard possède Castle Howard dans le Yorkshire du Nord, qui passe à la télévision dans "Retour au château" en 1981. Il est mort d'un cancer.